# Уоллатон-холл
Уоллатон-холл (англ. Wollaton Hall) — один из полдюжины ренессансных (елизаветинских) дворцов, сохранившихся в Англии. Строился под Ноттингемом в 1580-е годы архитектором Робертом Смитсоном (ранее спроектировавшим Лонглит) для промышленника Фрэнсиса Уиллоби (родственника капитана Хью Уиллоби).
В архитектуре проскальзывают итальянизмы, указывающие на участие в строительстве зодчих с юга Европы. Первоначальные интерьеры сгорели в конце XVIII века, но сохранился старинный орган XVII века. В середине XIX века Джозеф Пакстон (автор Хрустального дворца) воспроизвёл облик Уоллатон-холла при строительстве для барона Ротшильда резиденции Ментмор-Тауэрс в Бакингемшире.
В 1925 году барон Уиллоби (прямой потомок заказчика дворца) уступил Уоллатон-холл городским властям Ноттингема. В настоящее время на его территории помещается музей естественной истории, где можно увидеть множество растений, животных, различные породы камней, а в парке, который прилегает к Уоллатон-холлу, можно видеть гуляющих оленей, белок и лебедей.

## В культуре
Уоллатон-холл показан в качестве вымышленной резиденции миллиардера Брюса Уэйна в заключительной части современной трилогии о Бэтмене «Тёмный рыцарь: Возрождение легенды».